# Nasaröset
Nasaröset, Riksröse 227, alternativt (enligt Lantmäteriets terrängkarta Rr 227) är ett riksröse som står på Nasafjället, på gränsen mellan Norge och Sverige. Röset står på ungefär 1210 meters höjd. Det kan nås genom vandring från Norge, 7,2 km, då avståndet från svensk mark med led är 65 alternativt 62 km.